# Rhinopias
Rhinopias — рід скорпеноподібних риб родини скорпенові (Scorpaenidae). Рід поширений в Індійському та Тихому океані. Ці риби своїм яскравим забарвленням та формою тіла маскуються під кораловий риф.

## Класифікація
Рід містить 7 видів
- Rhinopias aphanes Eschmeyer, 1973
- Rhinopias argoliba Eschmeyer, Hirosake & T. Abe, 1973
- Rhinopias cea J. E. Randall & Disalvo, 1997
- Rhinopias eschmeyeri Condé (fr), 1977
- Rhinopias filamentosus (Fowler, 1938)
- Rhinopias frondosa (Günther, 1892)
- Rhinopias xenops (C. H. Gilbert, 1905)